# Jógamánia
A Jógamánia (eredeti cím: Yoga Hosers) 2016-ban bemutatott amerikai horror filmvígjáték, amelyet Kevin Smith írt és rendezett. A 2014-es Agyar című horrorfilm spin-offja. A főbb szerepekben Harley Quinn Smith, Lily-Rose Depp, Johnny Depp, Justin Long, Haley Joel Osment és Génesis Rodríguez látható. Smith True North trilógiájának második filmje, amelynek világpremierje január 24-én volt a 2016-os Sundance Filmfesztiválon, mielőtt 2016. szeptember 2-án az Invincible Pictures bemutatta volna. 
Általánosságban negatív visszajelzéseket kapott a kritikusoktól, és bevételi szempontból is alul teljesített; az 5 millió dolláros költségvetésből összesen 38 784 dollárt gyűjtött.

## Cselekmény
A 15 éves lányok, Colleen Collette és Colleen McKenzie a kanadai Winnipegben élnek, átlagos tinédzserek, akiket elsősorban az okostelefonjuk, a fiúk és a zene érdekel. Iskola után rendszeresen jógaórára járnak, és egy kis szupermarket pénztárában dolgoznak. Történelemórán a tanárnő mesél nekik Adrien Arcandról, Kanada egyik vezető nemzetiszocialistájáról az 1940-es évek elején, és annak követőjéről, Andronicus Arcane-ról, aki a második világháború vége óta eltűnt.
Egyik este, amikor vissza kell menniük dolgozni a szupermarketbe, meghívnak két idősebb osztálytársukat, hogy ünnepeljenek velük egy bulit. A fiúk azonban sátánisták, és azt tervezik, hogy feláldozzák a két Colleent. Ez azonban nem valósul meg, mert hirtelen megjelennek a „Bratzik”, a náci egyenruhába öltözött, kolbász alakú kis szörnyetegek, és megölik a fiúkat. A lányoknak jógamozdulatokkal sikerül legyőzniük a Bratzikat. A kiérkező rendőrök azonban letartóztatják őket gyilkosságért, mivel nem hisznek a történetüknek.
Guy Lapointe fejvadász hisz a lányoknak, és kiszabadítja őket a rendőrség őrizetéből. A szupermarketbe visszatérve a Bratzik ismét megtámadják és kiütik őket. Amikor magukhoz térnek, Andronicus Arcane földalatti rejtekhelyén találják magukat, amely közvetlenül a szupermarket alatt található. Elmondja nekik, hogy 1945-ben kísérletet indított egy klónhadsereg létrehozására kolbászból, savanyú káposztából és a saját DNS-éből. Arcane ezzel a hadsereggel akarta elpusztítani az összes kanadai műkritikust, mivel fiatalabb korában többször is nevetségessé tették őt. A kísérletnek 100 évig kellett volna tartania, de a Colleenék által okozott áramkimaradás miatt már 70 év után abbamaradt. Ennek eredményeképpen a Bratzik még mindig normál kolbász méretűek, nem pedig nagy harcosok. 
Arcane a Bratzik segítségével aktiválja második teremtményét, egy óriás gólemet, amely azonban nem az Arcane által elrendelt pusztító hadjáratra indul a műkritikusok ellen, hanem először magát Arcane-t öli meg, majd a lányokra és Guy Lapointe-ra támad. Hármójuknak sikerül közösen legyőzniük a gólemet, miközben Colleenék ismét bevetik jógatudásukat.
Miután a média „hős tisztviselőknek” nevezi őket, Colleenék visszatérnek a normális életükhöz, és a filmet a Glamthrax „O Canada” című dalának feldolgozásával zárják, amelyet Guy LaPointe kísér gitáron.

## Szereplők
| Szerep                              | Színész             | Magyar hang         |
| ----------------------------------- | ------------------- | ------------------- |
| Colleen Collette                    | Lily-Rose Depp      | Pekár Adrienn       |
| Colleen McKenzie                    | Harley Quinn Smith  | Laudon Andrea       |
| Guy LaPointe                        | Johnny Depp         | Forgács Gábor       |
| jógaoktató                          | Justin Long         | Zámbori Soma        |
| Hunter Calloway                     | Austin Butler       | Nikas Dániel        |
| Ichabod                             | Adam Brody          | Czető Ádám          |
| Adrien Arcand                       | Haley Joel Osment   |                     |
| Andronicus Arcane                   | Ralph Garman        | Barabás Kiss Zoltán |
| Bob Collette                        | Tony Hale           | Vári Attila         |
| Tabitha                             | Natasha Lyonne      | Wégner Judit        |
| Ms. Maurice                         | Vanessa Paradis     | Mezei Kitty         |
| Gordon Greenleaf                    | Tyler Posey         | Berkes Bence        |
| Ms. Wicklund                        | Génesis Rodríguez   | Erdős Borcsa        |
| Ms. McKenzie                        | Jennifer Schwalbach | Törtei Tünde        |
| Invincible igazgatónő               | Sasheer Zamata      | Mohácsi Nóra        |
| WC papír ember                      | Harley Morenstein   |                     |
| 'Peg anya                           | Ashley Greene       |                     |
| 'Peg kölyök                         | Jack Depp           |                     |
| szélhámos rendőr                    | Jason Mewes         |                     |
| A Bratzik, Adrian bratwurst klónjai | Kevin Smith         | eredeti hang        |
| Kanadai Bat, Man!                   | Kevin Conroy        | eredeti hang        |
| diszpécser                          | Stan Lee            |                     |

### Magyar változat
- Magyar szöveg: Szép Veronika
- Hangmérnök és vágó: Papp Krisztián
- Gyártásvezető: Bogdán Anikó
- Szinkronrendező: Mauchner József
- Produkciós vezető: Jávor Barbara

A szinkront a Direct Dub Studios készítette el.

## A film készítése
Smith még az Agyar megjelenése előtt felfedte, hogy írt egy spin-off filmet Jógamánia címmel, amelyben az Agyar szereplőgárdája is visszatér.
A cím egy megjegyzésből származik, amelyet Scott Mosier tett egy 2014 eleji SModcast epizódban – ez az a podcast, amelyet Smith-szel közösen vezet. Smith ekkor egy fantáziadús idézetet idézett Simon Metke-től, egy edmontoni jógaoktatótól, akinek az otthonát nemrégiben razziázta le a Kanadai Királyi Lovasrendőrség. Az akció során egy, a Montreali Szépművészeti Múzeumból 2011-ben ellopott műalkotás került elő Metke otthonából.

### Forgatás
Smith 2014. augusztus 20-án bejelentette, hogy megkezdődött a forgatás. Szeptember 18-án, a SModcast 308. epizódjában elmondta, hogy a film háromnegyedét már leforgatták, és az utolsó negyedet akkor fejezik be, amikor Depp elérhetővé válik. A forgatási munkálatok végül 2015 januárjában fejeződtek be.

## Bemutató
A film világpremierje a 2016-os Sundance Filmfesztiválon volt január 24-én. A filmhez kapcsolódó képregényt is kizárólag a Sundance-i premieren adták ki. A Kevin Smith által írt és Jeff Quigley illusztrálta Yoga Hosers: When Colleens Collide elmeséli, hogyan találkoztak és barátkoztak össze a lányok. Később, 2017-ben a Dynamite Entertainment újranyomta ezt a különleges kiadványt, hogy a képregényboltokba kerüljön. 2016 áprilisában az Invincible Pictures megszerezte a film amerikai forgalmazási jogait, és eredetileg 2016. július 29-re tervezte a bemutatót. A projektet később szeptember 2-ra halasztották.